# Lady Anirul
Lady Anirul Sadow-Tonkin Corrino è uno dei personaggi del Ciclo di Dune dello scrittore Frank Herbert. Il personaggio ha però un ruolo nei romanzi appartenenti ai cicli scritti dal figlio Brian Herbert e da Kevin J. Anderson, nella trilogia Il preludio a Dune.
Lady Anirul è una Bene Gesserit dai natali sconosciuti che viene presa in moglie dall'Imperatore dell'Universo conosciuto, Shaddam IV.

## Storia del personaggio
Nel primo libro del Preludio (Casa Atreides), Anirul risulta essere la Reverenda Madre a capo del programma riproduttivo Bene Gesserit il cui scopo è creare il Kwisatz Haderach. Tramite lui la Sorellanza sarà in grado di accedere anche ai ricordi degli antenati maschi (le Reverende Madri possiedono solo quelli della loro ascendenza femminile).
Tra tutte coloro che hanno occupato quella posizione, Anirul è la più giovane, ma le Altre Memorie le hanno rivelato tutto ciò che concerne l'essere superiore. Rielaborando le informazioni in suo possesso, Anirul prevede che la nascita tanto attesa sia molto vicina, non più di tre generazioni. Calcola infatti che se una figlia del Barone Vladimir Harkonnen partorisse a sua volta una figlia al Duca Leto Atreides, e se costei si accoppiasse l'erede degli Harkonnen, da quest'ultima unione nascerebbe il Kwisatz Haderach.
Il piano che dovrebbe portare così alla nascita dell'essere superiore sembra a un passo dal concretizzarsi quando le Bene Gesserit riescono ad obbligare il Barone, notoriamente omosessuale, ad accoppiarsi con la Reverenda Madre Gaius Helen Mohiam. Per evitare che il Kwisatz Haderach venga alla luce in un universo ostile, Anirul sposa l'Imperatore e gli partorisce cinque figlie femmine. Tra queste vengono ricordate innanzitutto la primogenita Irulan, ma anche la terza figlia, Wensicia.
La prima, anche lei Bene Gesserit, avrebbe dovuto sposare il figlio nato dall'unione tra la figlia del Duca Leto Atreides e Feyd-Rautha degli Harkonnen, realizzando le ambizioni della sorellanza. Diventerà invece la moglie "cenerentola" di Paul Atreides (il Kwisatz Haderach nato con una generazione di anticipo), quando questi soppianterà Shaddam IV come Imperatore.  
Wensicia viene ricordata come la più perfida delle sorelle Corrino e in quanto madre di Farad'n Corrino, il quale diventerà compagno e padre dei figli di Ghanima Atreides. Le altre sorelle Corrino sono Chalice (nata dopo Irulan e prima di Wensicia), Josifa e Rugi.
Delle cinque, sembra che Chalice sia l'unica verso cui Anirul abbia provato vero affetto.
Anirul muore nel 10.176 A.G., nel terzo libro del Preludio (Dune: House Corrino), assassinata dal Mentat Piter De Vries mentre cerca di evitare che questi rapisca il giovane Paul, figlio del Duca Leto.
Tale sacrificio è particolarmente misterioso per le consorelle. Paul era stato dato alla luce da Lady Jessica contravvenendo agli ordini di partorire al Duca solo figlie femmine, ed era visto come un fallimento programma riproduttivo. Tuttavia le azioni di Anirul sono coerenti con il salvataggio di Paul che avviene in seguito nel romanzo Dune a opera di Gaius Helen Mohiam: le Altre Memorie, infatti, le avevano messe in guardia riguardo alla possibilità che il Kwisatz Haderach nascesse con una generazione di anticipo rispetto alle attese.